# همینیم که هستیم
"همینیم که هستیم" (به انگلیسی: We R Who We R) یک ترانه از خواننده و ترانه‌سرای آمریکایی کشا است که در اولین آلبوم چندآهنگه وی به نام آدمخوار (۲۰۱۰) قرار داشت. این تک‌آهنگ در ۲۲ اکتبر ۲۰۱۰ منتشر شد. نویسنده آن کشا، جیکوب هیندلین، دکتر لوک، بنی بلانکو و آمو بودند. تهیه‌کنندگی آن توسط دکتر لوک، بلانکو و آمو انجام شد. تولید آن به خاطر قلدری علیه جوانان همجنس‌گرا بود که به چندین خودکشی انجامیده بود.